# أنتريم الجنوبية (دائرة انتخابية في المملكة المتحدة)
أنتريم الجنوبية (بالإنجليزية: South Antrim)‏ هي إحدى الدوائر الانتخابية في المملكة المتحدة الممثلة في مجلس العموم في برلمان المملكة المتحدة.
عضو البرلمان الذي يمثلها حالياً هو :Rev Dr William McCrea (DU).